# Kristjan Fajt
Kristjan Fajt (* 7. Mai 1982 in Koper) ist ein ehemaliger slowenischer Radrennfahrer.

## Sportlicher Werdegang
Kristjan Fajt begann seine internationale Karriere 2004 bei dem italienischen Radsportteam Tenax. 2006 und 2007 fuhr er für das slowenische Continental Team Radenska Powerbar. Er wurde in dieser Zeit nationaler Meister im Zeitfahren 2006 und gewann den Grand Prix Kooperativa. Im Jahr 2008 gewann Fajt für Perutnina Ptuj je eine Etappe von The Paths of King Nikola und der Tour of Qinghai Lake. 2009 wechselte er zum Team Adria Mobil, für das er bis 2016 an den Start ging. Für das Team gewann er 2011 Ljubljana-Zagreb und 2012 das erste Rennen der Tour of Vojvodina.
Im April 2016 teilte die Union Cycliste Internationale mit, dass eine Dopingprobe am 10. März nach dem Prolog der Istrian Spring Trophy positiv auf EPO getestet wurde. Im Oktober 2016 wurde Fajt aufgrund dieses Dopingvorfalls bis zum 10. Januar 2020 gesperrt. Nach Ablauf seiner Sperre kehrte Fajt nicht mehr in den Radrennsport zurück.

## Erfolge
2006
- Slowenischer Meister – Einzelzeitfahren

2007
- Grand Prix Kooperativa

2008
- eine Etappe The Paths of King Nikola
- eine Etappe Tour of Qinghai Lake

2011
- Ljubljana-Zagreb

2012
- Tour of Vojvodina I part